# تیلویند ایرلاینز
تیلویند ایرلاینز (به انگلیسی: Tailwind Airlines) یک شرکت هواپیمایی با کد یاتا TI است که در تاریخ ۲۰۰۶ میلادی تأسیس شده است.
دفتر مرکزی تیلویند ایرلاینز در استانبول، ترکیه واقع شده‌است و به ۴۰ مقصد، پرواز مستقیم انجام می‌دهد.

## مقصدهای پروازی
مقصدهای پروازی تیلویند ایرلاینز به شرح زیر است:
- سوئد
  - کریتمسته - فرودگاه کریتمسته
- بلژیک
  - بروکسل – فرودگاه بروکسل
- بوسنی و هرزگوین
  - سارایوو – فرودگاه بین‌المللی سارایوو
- جمهوری چک
  - پراگ – فرودگاه پراگ رازیون
- فرانسه
  - پاریس – فرودگاه اورلی
  - لیل (فرانسه) – فرودگاه لیل
- آلمان
  - برلین – فرودگاه برلین شونفلد
  - برمن – فرودگاه برمن
  - کلن – فرودگاه کلن بن
  - دورتموند – فرودگاه دورتموند
  - دوسلدورف – فرودگاه بین‌المللی دوسلدورف
  - درسدن – فرودگاه درسدن
  - ارفورت/وایمار – فرودگاه ارفورت-وایمار
  - Hahn – فرودگاه فرانکفورت-هان
  - هامبورگ – فرودگاه هامبورگ
  - هانوفر – فرودگاه هانوفر-لانگنهاگن
  - کاسل – فرودگاه کاسل کالدن
  - لایپزیگ – فرودگاه لایپزیگ/هال
  - مونیخ – فرودگاه مونیخ
  - نورنبرگ – فرودگاه نورمبرگ
  - اشتوتگارت – فرودگاه اشتوتگارت
- مجارستان
  - بوداپست – فرودگاه بین‌المللی بوداپست فرنک لیست
  - دبرسن – فرودگاه بین‌المللی دبرسن
- ایتالیا
  - برگامو – فرودگاه اوریو آل سریو
  - کاتانیا – فرودگاه کاتانیا-فونتاناروسا
  - میلان – فرودگاه میلانو مالپنسا
  - رم – فرودگاه لئوناردو دا وینچی-فیومیچینو
  - ورونا – فرودگاه ورونا
- اسرائیل
  - تل‌آویو - فرودگاه بین‌المللی بن گوریون
- ایران
  - تهران - فرودگاه بین‌المللی امام خمینی
  - اصفهان- فرودگاه بین‌المللی شهید بهشتی
- نروژ
  - برگن – فرودگاه فلسلند برگن
  - کریستیان‌ساند – فرودگاه کریستیان‌ساند کیویک
  - اسلو – فرودگاه گاردرموئن اسلو
  - استاوانگر – فرودگاه سولا استاوانگر
  - السوند – فرودگاه ویگرا آلسوند
- اسلواکی
  - براتیسلاوا – فرودگاه‌ام. آر. استفانیک
- اسپانیا
  - بیلبائو – فرودگاه بیلبائو
  - مادرید – فرودگاه مادرید-باراخاس
  - والنسیا – فرودگاه والنسیا
- سوئیس
  - بازل – فرودگاه بازل-مولوز-فرایبورگ اروپا
  - ژنو – فرودگاه بین‌المللی ژنو
  - زوریخ – فرودگاه زوریخ
- ترکیه
  - آدانا – فرودگاه آدانا
  - آنکارا – فرودگاه بین‌المللی اسن‌بوغا
  - آلانیا – فرودگاه قاضی پاشا
  - آنتالیا – فرودگاه آنتالیا (قطب)
  - بودروم – فرودگاه میلاس-بودروم
  - دالامان – فرودگاه دالامان
  - فرودگاه بین‌المللی ارجان – فرودگاه بین‌المللی ارجان
  - اسکی‌شهر - فرودگاه آنادولو
  - استانبول – فرودگاه بین‌المللی صبیحه گوکچن (قطب)
  - اسپارتا – فرودگاه اسپارتا سلیمان دمیرل
  - ازمیر – فرودگاه عدنان مندرس
  - قیصریه – فرودگاه بین‌المللی ارکیلت
  - نوشهر (ترکیه) – فرودگاه نوشهر کاپادوکیه
  - صامسون – فرودگاه چهارشنبه سامسون